# KFC Trinity/Challengers United
Der KFC Trinity/Challengers United FC ist ein Fußballverein von den St. Kitts und Nevis mit Sitz in der Stadt Basseterre. Der Verein spielt derzeit (Stand 3. Juli 2024) in der Division One, der zweithöchsten Spielklasse des Landes.

## Geschichte
Der Verein trat 2007 erstmals unter dem von der US-amerikanischen Fast-Food-Kette Kentucky Fried Chicken gesponserten Namen KFC Challengers FC in Erscheinung. In der Saison 2008/09 spielte der Verein erstmals in der SKNFA Premier League, der höchsten Spielklasse des Landes. Nach der Saison 2010/11 stieg der Verein jedoch in die Zweitklassigkeit ab. 2013/14 kehrte er kurzzeitig in die Premier League zurück, stieg jedoch nach der Saison 2014/15 wieder ab. Seitdem spielt der Verein in der Division One.
Im Jahr 2015 fusionierte der Club mit den Trinity Strikers und nannte sich seitdem KFC Trinity/Challengers United FC. Der Verein nahm in den Spielzeiten 2014/15 und 2019/20 am Taca de Sao Cristovao e Neves, dem heimischen Pokalwettbewerb, teil, kam jedoch nicht über die erste Runde hinaus.

## Erfolge
- St. Kitts und Nevis Zweitligameister: 2012/13

## Stadion
Die Heimspielstätte des Vereins ist das Newtown Footballstadium (in der Nähe des Warner Park Sporting Complex) in Basseterre, mit einer Kapazität von 1500 Zuschauern.